# Alexander Pierce
Alexander Goodwin Pierce è un personaggio dei fumetti creato da Bob Harras (testi) e Paul Neary (disegni) pubblicato dalla Marvel Comics. La sua prima apparizione avviene in Nick Fury vs. S.H.I.E.L.D. (vol. 1) n. 3 (agosto 1988).

## Biografia del personaggio
Nativo di Long Island, New York, Pierce si è laureato all'accademia dello S.H.I.E.L.D. ed ha servito come agente operativo specializzandosi contemporaneamente nella decriptazione dei codici dell'HYDRA. Successivamente diviene un "agente dormiente" ed inizia a vivere una apparente vita da civile nel distretto di SoHo, a Manhattan.
Nel momento in cui Madame Hydra VI e i Deltite prendono il controllo dello S.H.I.E.L.D. costringendo Nick Fury alla latitanza, questi richiama Pierce dal suo stato di dormiente per farsi aiutare, assieme alla contessa Valentina Allegra de la Fontaine e ad Al MacKenzie, ad abbattere il nemico e riconquistare l'organizzazione.
Dopo che lo S.H.I.E.L.D. viene sciolto, Pierce riceve l'incarico di fare da guardiano ai grattacieli che un tempo fungevano da base operativa dell'organizzazione ma continua ad assistere Fury e i suoi alleati in varie altre missioni, divenendo nuovamente un operativo non appena l'agenzia risorge.
Non appena Fury fonda i Secret Warriors, Pierce, causa l'assoluta fedeltà verso di lui, viene assegnato al comando della Squadra Nera.

## Poteri e abilità
Pierce è un grande esperto di spionaggio specializzato in decriptazione ma comunque finemente addestrato sia nel combattimento corpo a corpo che nell'uso delle armi da fuoco, tanto che le sue capacità in battaglia hanno fatto invaghire Madame Hydra VI.

## Altri media

### Cinema

#### Marvel Cinematic Universe
Alexander Pierce, interpretato da Robert Redford, compare in due film del Marvel Cinematic Universe. Qui Pierce appare apparentemente come il segretario dello S.H.I.E.L.D., ma in realtà è il leader dell'HYDRA.
- Il personaggio compare per la prima volta come antagonista principale nel film Captain America: The Winter Soldier (2014)[9] dopo la presunta morte di Nick Fury, Pierce accusa Capitan America di essere il responsabile della sua dipartita, e perciò posta una taglia sulla sua testa. Successivamente Rogers, insieme a Natasha Romanoff e Sam Wilson, scopre il segreto di Pierce e lo pubblica in tutto il mondo. Alla fine, Pierce sconfitto viene ucciso da Fury (che in realtà ha finto la sua morte).
- Nel film Avengers: Endgame (2019) dopo la battaglia di New York, Pierce cerca di ottenere il Tesseract dagli Avengers. Tuttavia, quando loScott Lang del futuro sabota il reattore Arc delTony Stark di quella linea temporale, il Tesseract finisce nelle mani di Loki che fugge.

### Televisione
- Pierce, interpretato da Neil Roberts, è uno dei personaggi principali del film TV Nick Fury (Nick Fury: Agent of S.H.I.E.L.D.), dove è dipinto come un giovane ed entusiasta agente S.H.I.E.L.D. fresco d'accademia ed esperto di decriptazione.